# Kolja Lessing
Kolja Lessing  (* 15. Oktober 1961 in Karlsruhe) ist ein deutscher Geiger, Pianist, Komponist, Musikwissenschafter und Hochschullehrer.

## Leben
Lessing wurde in Karlsruhe geboren. Die grundlegende musikalische Ausbildung vermittelte ihm seine Mutter. Ab 1978 besuchte er die Meisterklasse für Violine von Hansheinz Schneeberger in Basel. Bei Peter Efler in Basel studierte er ab 1979 Klavier. Seine Konzertexamen legte er 1982 und 1983 ab. Prägende Impulse erhielt er zudem durch die Zusammenarbeit mit Berthold Goldschmidt, Ignace Strasfogel und Zoltán Székely. Als Professor für Violine lehrte er von 1989 bis 1993 an der Hochschule für Musik Würzburg, ab 1993 an der Hochschule für Musik und Theater „Felix Mendelssohn Bartholdy“ Leipzig und folgte 2000 einem Ruf an die Hochschule für Musik und Darstellende Kunst Stuttgart. Von 1998 bis 2015 war er regelmäßiger Gastdozent am Banff Centre. 2009 war er Artist in Residence in der Villa Esche in Chemnitz. Seit 2011 arbeitet er mit dem israelischen Schriftsteller Elazar Benyoetz zusammen. 2022 promovierte er mit einer Arbeit über den Komponisten Ignace Strasfogel zum Dr. phil.
Lessing konzertiert weltweit als Geiger und Pianist, außerdem hält er musikwissenschaftliche Vorträge und leitet Meisterklassen an europäischen und kanadischen Hochschulen.
Lessing widmet sich einem stilistisch weit gefächerten Repertoire, insbesondere dem Schaffen der in der  Zeit des Nationalsozialismus verfolgten Künstler, darunter Franz Schreker und dessen Schülerkreis. Stilistisch unterschiedlich geprägte und von Lessing als Widmungsträger uraufgeführte Kompositionen für Solovioline von Haim Alexander, Tzvi Avni, Abel Ehrlich, Jacqueline Fontyn, Berthold Goldschmidt, David Paul Graham, Ursula Mamlok, Krzysztof Meyer, Ulrich Schultheiss, Klaus Hinrich Stahmer, Hans Vogt und anderen tragen seiner Spielweise Rechnung. Ebenso wurden zahlreiche Violin- und Klavierkonzerte durch Lessing uraufgeführt, so die Klavierkonzerte Rivages solitaires von Jacqueline Fontyn, Suite von Rudolf Hindemith und A Child’s Day von Ignace Strasfogel, die Violinkonzerte von Haim Alexander, Sidney Corbett (Yael), Abel Ehrlich, Stefan Hippe, Zoltán Székely (Allegro), Dimitri Terzakis (A une Madone) und Grete von Zieritz (Le Violon de la Mort). Außerdem spielte er 2022 die Uraufführung der ihm gewidmeten Gottesfinsternis. Drei Elegien für Violine und Orgel von Axel Ruoff.
Seine umfangreiche geigerische und pianistische Diskographie umfasst zahlreiche Erst- und Gesamteinspielungen, darunter:
- Johann Paul von Westhoff: Sämtliche Suiten für Violine solo (Capriccio)
- Georg Philipp Telemann: Die 12 Fantasien für Violine ohne Bass (Capriccio)
- Ernst von Gemmingen: Sämtliche Violinkonzerte (cpo)
- Carl Czerny: Systematische Anleitung zum Fantasieren op. 200 (cpo)
- Carl Czerny: Die Kunst des Präludierens op. 300 (cpo)
- Max Reger: Sämtliche Werke für Violine und Orchester (telos music)
- Max Reger: Sämtliche Werke für Klarinette und Klavier (Oehms)
- Max Reger: Klavierkonzert op. 114 (telos music)
- Berthold Goldschmidt: Sämtliche Klavierwerke (div. Labels)
- Wladimir Rudolfowitsch Vogel: Sämtliche Klavierwerke (Gramola)
- Ignace Strasfogel: Klavierwerke (Decca)
- Ursula Mamlok: Violinsonaten und Aphorisms I (Bridge Records)
- Krzysztof Meyer: Werke für Violine und Klavier, Sonaten für Violine solo Nr. 1 und Nr. 2 (eda records)
- Franz Reizenstein: Solosonaten für Klavier, Viola und für Violine (eda records)
- Franz Schrekers Meisterklassen in Wien und Berlin, Vol. 1–4, mit Werken von Felix Petyrek, Karol Rathaus, Jerzy Fitelberg, Grete von Zieritz, Wilhelm Grosz, Berthold Goldschmidt, Zdenka Ticharich, Vladas Jakubėnas, Kurt Fiebig, Alexander Ecklebe, Hugo Herrmann, Leon Klepper und Isco Thaler (eda records)

## Kompositionen
- Sonate für Klarinette solo 1978
- Die beunruhigenden Musen (nach G. de Chirico) für Violine solo 1978/79
- Metaphysische Muse in einer von der Abendsonne beleuchteten Straße für Violine solo 1979
- Zwei Duos für Klarinette und Violine: Die Fahrt ins Unbekannte 1979, Die Schönheit eines Traumes 1980
- Erstarrte Zeit für zwei Klarinetten und Violine 1980
- Meditation für Violine solo 1982
- Gleitende Figuren für Flöte und Viola 1998
- Sinkende Nebel für Flöte und Altflöte 1998
- Ravelesken für zwei Violinen 2006/07

Kadenzen zu allen Violinkonzerten von Ernst von Gemmingen und zu Mozarts Violinkonzerten KV 218 und KV 219.

## Bearbeitungen
- Tzvi Avni: Pas de deux (Violine und Klavier) für Violine und Streichorchester (Israel Music Institute)
- Claude Debussy: La sérénade interrompue (Préludes I) für Violine und Gitarre (Heinrichshofen)

## Bücher
- Im tastenden Bogen. Essays, Glossen, Erinnerungen[3]. Kamenz 2022.
- Ignace Strasfogel – Leben und Werk.[4] Neumünster 2023.
- Ursula Mamlok – Komponistin zwischen New York und Berlin. Berlin 2023.

## Auszeichnungen
- Preis des Musikkredits Basel für die Komposition Die Schönheit eines Traumes (1980)
- 1992 Preis der deutschen Schallplattenkritik
- 1999 Johann-Wenzel-Stamitz-Preis, Sonderpreis für seinen Einsatz für verfemte Komponisten
- 2008 Deutscher Kritikerpreis
- 2008 Preis der deutschen Schallplattenkritik
- 2015 Otto-Hirsch-Auszeichnung[5] der Landeshauptstadt Stuttgart
- 2020 Verdienstorden der Bundesrepublik Deutschland
- 2020 Deutscher Musikeditionspreis